# Tavinsalmi
Tavinsalmi est un village finlandais situé à Maaninka, ainsi que le nom d'une ancienne commune de Kuopio. Le nom est dérivé du manoir du roi (kungsgård en suédois) Tavinsalmi, qui a été achevé à Maaninka aux environs d'un détroit du même nom. Le manoir est construit de 1543 à 1545. Bien que vraisemblablement sur l'île de Hussolansaari entre les lacs Pieni Ruokovesi et Suuri Ruokovesi, où il est placé dans un certain nombre de cartes, toujours à l'ouest de la voie fluviale, l'emplacement exact de l'immeuble principal du manoir Tavinsalmi n'est pas connu. Tradition veut que les restes d'une fondation d’immeuble sur l'île soient celles du manoir, mais quand le département des Études de la culture de l'Université de Turku effectue des fouilles dans la région en 1997, les restes sont placées dans les années 1700 au plus tôt.
La plus ancienne partie du colonie de la Savonie du Nord date des années 1470 ou 1480. Le manoir [et la ferme] du roi a été établi pour la gestion des nouvelles colonies et comme un centre de contrôle. En plus de ses fonctions, le manoir de Tavinsalmi a également servi de modèle en compétences agricoles pour les résidents ruraux. Le manoir a été également une garantie contre de futures attaques de l'est. 
À l'époque de l’établissement du manoir, le règlement de la colonie était déjà si bien établie que le roi Gustave Vasa a accepté de créer la commune de Tavinsalmi en 1547. Le nouveau corps administratif devient aussi un district tribunal dans lequel le premier cour d'assises a lieu en 1549.
Lorsque le vicaire de Turku Knut Juhonpoika et Mikael Agricola effectuent la visite pastorale à Savonie, ils suggèrent la construction d'une chapelle sur le cap de Kuopio en 1549. Le nouveau corps de l'église, dont l'étendue est la même que celui de la commune, a reçoit le premier prêtre en 1552. Les deux, la paroisse et le corps d'administration, ont initialement été connus par le nom Tavinsalmi. Mais le centre du peuplement se forme progressivement sur le péninsule de Kuopio et son importance est davantage souligné par l'église, qui y est construit en 1552. Le nom Tavinsalmi est resté en usage, mais la région est rebaptisé commune de Kuopio (Kuopion pitäjä).

## Source
- Paavo Sopanen: " Maalaiskunnan alueesta, rajojen muutoksista ja asutuksesta " (La commune de Kuopio): De l'étendue, changements des limites et de la population dans Antti Rytkönen (rédacteur en chef): Kuopion pitäjän kirja (Livre de la commune de Kuopio), publié par Kuopion kaupunki (la ville de Kuopio) en 1975, s. 23–24.  (ISBN 951938300X) et  (ISBN 9519383018).